# 2023년 샌디에이고 파드리스 시즌
2023년 샌디에이고 파드리스 시즌은 메이저리그의 프로 야구단 샌디에이고 파드리스의 2023년 시즌을 일컫는다. 밥 멜빈 감독이 팀을 이끈 2번째 시즌이며, 팀은 내셔널리그 서부리그 5팀 중 3위, 와일드카드 5위에 그쳐 2경기 차로 포스트시즌에 진출에 실패했다.

## 선수단
- 선발투수: 스넬, 와카, 머스그로브, 루고, 다르빗슈, 월드론, 울프, 웨더스, R.힐
- 구원투수: 코스그로브, 마르티네즈, 아빌라, 윌슨, 바로우, 허니웰, 타피아, 가르시아, 수아레즈, 에르난데스, 카스티요, 모레혼, 칼튼, 크리스맷, T.힐
- 마무리투수: 헤이더, 제이콥, 에스파다, 커, 크네르
- 포수: 산체스, 캄푸사노, 설리반, 시글, 놀라
- 1루수: 크로넨워스, 리바스, 쿠퍼, 최지만
- 2루수: 김하성, 배튼, 오도어
- 유격수: 보가츠
- 3루수: 마차도, 로사리오
- 좌익수: 소토, 프로파, 가멜, 딕슨
- 중견수: 그리샴, 엔젤
- 우익수: 타티스, 아조카르, 달, 콜웨이
- 지명타자: 카펜터, 크루즈

## 기록
- 골든글러브: 타티스 (우익수), 김하성 (유틸리티)
- 일구상 특별공로상: 김하성
- 조아제약 프로야구대상 특별상: 김하성
- 스포츠서울 올해의 특별상: 김하성

## 같이 보기
- 2024년 샌디에이고 파드리스 시즌